# 金·布莱克
金·布莱克（英語：Kim Black，1978年4月30日—），美国女子游泳运动员，主攻自由泳。她曾代表美国参加2000年夏季奥林匹克运动会游泳比赛，获得女子4×200米自由泳接力金牌。